# Aladağ
Aladağ, antigament Karsantı, és una ciutat petita i un districte de la província d'Adana (Turquia), a uns 100 km al nord de la ciutat d'Adana, a la muntanya. Aquesta és una àrea poc desenvolupada, la gent viu de l'agricultura i la silvicultura. La gent de Çukurova es retira aquí a l'estiu per escapar de la calor a la plana, encara que és massa alta per a una excursió d'un dia.
Les muntanyes d'Aladağlar són una extensió oriental de les muntanyes del Taure. Aquestes altes muntanyes són una zona popular per a l'escalada, generalment accedint des del nord fins a la ciutat de Niğde. El poble d'Aladağ es troba al costat sud, accedint per la carretera que arriba des d'Adana. No hi ha pas per les muntanyes.